# Bassaj

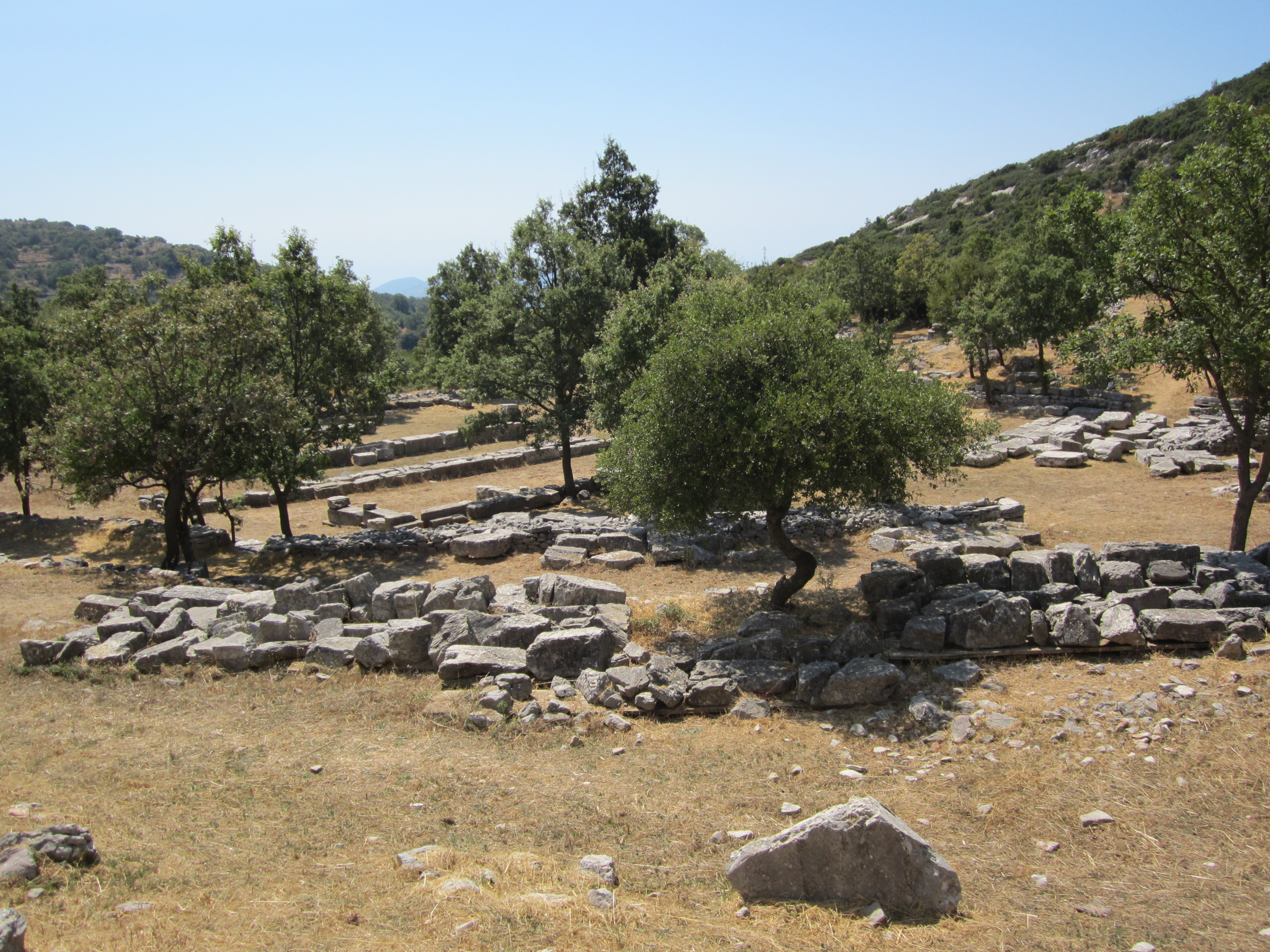
Fragmenty architektoniczne pozostałości świątyni Apollona

Bassaj (stgr. Βασσαί, ngr. Βασσές, łac. Bassae) – stanowisko archeologiczne w Grecji, w północno-zachodniej Arkadii na Peloponezie, odległe o około 14 km od Andritseny.

## Topografia
Miejscowość położona na stokach Kotylionu, o nazwie oznaczającej dosłownie „wąwozy”. Niezwykle okazałe sanktuarium Apollona Epikuriosa (Wspomożyciela) powstało tam dziękczynnie ufundowane przez mieszkańców Figalii ok. 450-480 p.n.e., wcześniejsze od ateńskiego Partenonu. Wskutek określonych warunków topograficznych usytuowano je na zboczu wąskiego grzbietu górskiego jako zorientowane na osi północ-południe (zamiast zwyczajowo przyjętej wschód-zachód).
Ścieżka na północny zachód od świątyni wiedzie na szczyt Kotylionu, gdzie ujawniono fundamentu dwóch mniejszych przybytków świątynnych (Afrodyty i Artemidy). Inny szlak koło sanktuarium prowadzi do dzisiejszej wioski Figalia.  

## Sanktuarium Apollona
W architekturze świątyni wzniesionej według planów Iktinosa wyjątkowo reprezentowane były zróżnicowanie greckie porządki architektoniczne: dorycki, joński i koryncki – m.in. w postaci unikatowej pojedynczej wewnętrznej kolumny korynckiej (o charakterystycznym kapitelu zrabowanym w XIX w.), będącej najwcześniejszym znanym przykładem tego stylu.
Świątynia ta, wpisana w 1986 na listę światowego dziedzictwa UNESCO, uchodzi za drugą najlepiej zachowaną w Grecji (po Hefajstejonie na ateńskiej agorze). Nominalnie restaurowana od r. 1965, jednak poważniejsze i wciąż kontynuowane prace zapoczątkowano dopiero w 1982. Do czasu ukończenia prac konserwatorskich budowla okryta jest namiotem chroniącym przed czynnikami atmosferycznymi. W tym stanie obiekt udostępniono do zwiedzania. 
Podobnie jak w przypadku Partenonu, oryginalne elementy zdobień świątyni rozproszone są w licznych muzeach (np. fryz wywieziony w XIX w. do British Museum) i w kolekcjach prywatnych poza granicami Grecji.